# Serie D 1980-1981
Il campionato di Serie D 1980-1981 fu la 33ª edizione del campionato interregionale di calcio (la 22ª di Serie D), il terzo di quinto livello disputato in Italia.

## Stagione

### Aggiornamenti
L'Asti, fondendosi con il Torretta Santa Caterina, compagine militante nella categoria superiore, acquisisce il titolo per giocare in C2.
Il neopromosso San Desiderio Quarto si fonde con il Rapallo Ruentes e si iscrive con il nome di Rapallo San Desiderio.
La Romulea, retrocessa l'anno precedente in promozione, acquisisce il titolo sportivo della LVPA Frascati e si iscrive con il nome di Romulea L.U.P.A..

### Formula
La formula del campionato prevede la promozione in Serie C2 delle squadre classificate ai primi due posti di ogni girone.

Non sono previste retrocessioni per la ristrutturazione del campionato, che dalla stagione successiva prenderà il nome di Campionato Interregionale.
A partire da questa stagione a parità di punteggio, solo per l'assegnazione di un titolo sportivo (per la promozione o per la retrocessione), le squadre a pari punti erano classificate prendendo in considerazione i punti e la differenza reti conseguita negli scontri diretti.

## Girone A

### Classifica finale

La capolista SS Ercolanese alla sua prima promozione nelle leghe pienamente professionistiche, a trentatre anni dall'ultima apparizione in Serie C.

|  | Pos. | Squadra              | Pt | G  | V  | N  | P  | GF | GS | DR  |
|  | ---- | -------------------- | -- | -- | -- | -- | -- | -- | -- | --- |
|  | 1.   | Imperia              | 50 | 34 | 20 | 10 | 4  | 50 | 17 | +33 |
|  | 2.   | Vogherese            | 46 | 34 | 17 | 12 | 5  | 57 | 21 | +36 |
|  | 3.   | Orbassano            | 40 | 34 | 12 | 16 | 6  | 49 | 33 | +16 |
|  | 4.   | Cuoiopelli           | 40 | 34 | 13 | 14 | 7  | 31 | 18 | +13 |
|  | 5.   | Pinerolo             | 40 | 34 | 13 | 14 | 7  | 40 | 36 | +4  |
|  | 6.   | Rapallo S. Desiderio | 37 | 34 | 10 | 17 | 7  | 44 | 45 | -1  |
|  | 7.   | Pietrasanta          | 36 | 34 | 12 | 12 | 10 | 33 | 34 | -1  |
|  | 8.   | Massese              | 35 | 34 | 8  | 19 | 7  | 25 | 25 | 0   |
|  | 9.   | Pro Vercelli         | 35 | 34 | 13 | 9  | 12 | 37 | 39 | -2  |
|  | 10.  | Pescia               | 32 | 34 | 11 | 10 | 13 | 32 | 35 | -3  |
|  | 11.  | Pontedecimo          | 31 | 34 | 7  | 17 | 10 | 22 | 31 | -9  |
|  | 12.  | Iris Borgoticino     | 30 | 34 | 10 | 10 | 14 | 33 | 45 | -12 |
|  | 13.  | Viareggio            | 30 | 34 | 10 | 10 | 14 | 32 | 48 | -16 |
|  | 14.  | Albenga              | 29 | 34 | 7  | 15 | 12 | 25 | 33 | -8  |
|  | 15.  | Aosta                | 27 | 34 | 8  | 11 | 15 | 31 | 44 | -13 |
|  | 16.  | Borgomanero          | 25 | 34 | 5  | 15 | 14 | 23 | 32 | -9  |
|  | 17.  | Sestri Levante       | 25 | 34 | 3  | 19 | 12 | 16 | 28 | -12 |
|  | 18.  | Albese               | 24 | 34 | 5  | 14 | 15 | 33 | 49 | -16 |

Legenda:
      Promossa in Serie C2 1981-1982.
Regolamento:
Due punti a vittoria, uno a pareggio, zero a sconfitta.
A parità di punteggio, solo per l'assegnazione di un titolo sportivo (per la promozione o per la retrocessione), le squadre a pari punti erano classificate secondo i punti e la differenza reti conseguita negli scontri diretti.

## Girone B

### Classifica finale
|  | Pos. | Squadra             | Pt | G  | V  | N  | P  | GF | GS | DR  |
|  | ---- | ------------------- | -- | -- | -- | -- | -- | -- | -- | --- |
|  | 1.   | Virescit Boccaleone | 45 | 34 | 16 | 13 | 5  | 46 | 27 | +19 |
|  | 2.   | Montebelluna        | 45 | 34 | 15 | 15 | 4  | 45 | 27 | +18 |
|  | 3.   | Pro Gorizia         | 40 | 34 | 14 | 12 | 8  | 40 | 28 | +12 |
|  | 4.   | Valdagno            | 39 | 34 | 14 | 11 | 9  | 39 | 23 | +16 |
|  | 5.   | Spinea              | 38 | 34 | 11 | 16 | 7  | 25 | 23 | +2  |
|  | 6.   | Romanese            | 37 | 34 | 12 | 13 | 9  | 45 | 36 | +9  |
|  | 7.   | Bolzano             | 37 | 34 | 13 | 11 | 10 | 36 | 31 | +5  |
|  | 8.   | Lonato              | 37 | 34 | 15 | 7  | 12 | 46 | 44 | +2  |
|  | 9.   | Caratese            | 35 | 34 | 12 | 11 | 11 | 30 | 27 | +3  |
|  | 10.  | Pro Tolmezzo        | 34 | 34 | 10 | 14 | 10 | 31 | 26 | +5  |
|  | 11.  | Sacilese            | 31 | 34 | 8  | 15 | 11 | 28 | 35 | -7  |
|  | 12.  | Solbiatese          | 31 | 34 | 12 | 7  | 15 | 32 | 40 | -8  |
|  | 13.  | Jesolo              | 30 | 34 | 8  | 14 | 12 | 29 | 33 | -4  |
|  | 14.  | Benacense 1905      | 30 | 34 | 13 | 4  | 17 | 37 | 51 | -14 |
|  | 15.  | Saronno             | 28 | 34 | 6  | 16 | 12 | 26 | 39 | -13 |
|  | 16.  | Dolo                | 27 | 34 | 6  | 15 | 13 | 16 | 31 | -15 |
|  | 17.  | Opitergina          | 26 | 34 | 7  | 12 | 15 | 32 | 37 | -5  |
|  | 18.  | Aurora Desio        | 22 | 34 | 5  | 12 | 17 | 29 | 54 | -25 |

Legenda:
      Promossa in Serie C2 1981-1982.
Regolamento:
Due punti a vittoria, uno a pareggio, zero a sconfitta.
A parità di punteggio, solo per l'assegnazione di un titolo sportivo (per la promozione o per la retrocessione), le squadre a pari punti erano classificate secondo i punti e la differenza reti conseguita negli scontri diretti.

## Girone C

### Classifica finale
|  | Pos. | Squadra          | Pt | G  | V  | N  | P  | GF | GS | DR  |
|  | ---- | ---------------- | -- | -- | -- | -- | -- | -- | -- | --- |
|  | 1.   | Vigor Senigallia | 50 | 34 | 19 | 12 | 3  | 54 | 20 | +34 |
|  | 2.   | Jesi             | 47 | 34 | 18 | 11 | 5  | 47 | 23 | +24 |
|  | 3.   | Riccione         | 47 | 34 | 17 | 13 | 4  | 50 | 25 | +25 |
|  | 4.   | Imola            | 43 | 34 | 16 | 11 | 7  | 45 | 23 | +22 |
|  | 5.   | Fermana          | 40 | 34 | 14 | 12 | 8  | 36 | 25 | +11 |
|  | 6.   | Falconarese      | 37 | 34 | 12 | 13 | 9  | 29 | 25 | +4  |
|  | 7.   | Centese          | 36 | 34 | 11 | 14 | 9  | 34 | 43 | -9  |
|  | 8.   | Mirandolese      | 35 | 34 | 9  | 17 | 8  | 26 | 24 | +2  |
|  | 9.   | Forlimpopoli     | 34 | 34 | 10 | 14 | 10 | 35 | 37 | -2  |
|  | 10.  | Junior Goitese   | 32 | 34 | 11 | 10 | 13 | 30 | 29 | +1  |
|  | 11.  | Chievo           | 31 | 34 | 10 | 11 | 13 | 33 | 36 | -3  |
|  | 12.  | Elpidiense       | 30 | 34 | 9  | 12 | 13 | 20 | 29 | -9  |
|  | 13.  | Sommacampagna    | 29 | 34 | 7  | 15 | 12 | 21 | 36 | -15 |
|  | 14.  | Russi            | 28 | 34 | 9  | 10 | 15 | 32 | 45 | -13 |
|  | 15.  | Viadanese        | 27 | 34 | 8  | 11 | 15 | 36 | 48 | -12 |
|  | 16.  | Fidenza          | 24 | 34 | 7  | 10 | 17 | 25 | 39 | -14 |
|  | 17.  | Abano            | 22 | 34 | 4  | 14 | 16 | 24 | 49 | -25 |
|  | 18.  | Carpi            | 20 | 34 | 5  | 10 | 19 | 34 | 55 | -21 |

Legenda:
      Promossa in Serie C2 1981-1982.
Regolamento:
Due punti a vittoria, uno a pareggio, zero a sconfitta.
A parità di punteggio, solo per l'assegnazione di un titolo sportivo (per la promozione o per la retrocessione), le squadre a pari punti erano classificate secondo i punti e la differenza reti conseguita negli scontri diretti.

### Spareggi

#### Spareggio promozione
|      | Risultati    |          | Luogo e data          |
| ---- | ------------ | -------- | --------------------- |
| Jesi | 1-0 (d.t.s.) | Riccione | Arezzo, 7 giugno 1981 |
|      |              |          |                       |

## Girone D

### Classifica finale
|  | Pos. | Squadra      | Pt | G  | V  | N  | P  | GF | GS | DR  |
|  | ---- | ------------ | -- | -- | -- | -- | -- | -- | -- | --- |
|  | 1.   | Torres       | 51 | 34 | 21 | 9  | 4  | 54 | 18 | +36 |
|  | 2.   | Frosinone    | 50 | 34 | 16 | 18 | 0  | 49 | 11 | +38 |
|  | 3.   | Terracina    | 44 | 34 | 18 | 8  | 8  | 56 | 38 | +18 |
|  | 4.   | Carbonia     | 41 | 34 | 18 | 5  | 11 | 48 | 34 | +14 |
|  | 5.   | Foligno      | 41 | 34 | 17 | 7  | 10 | 29 | 19 | +10 |
|  | 6.   | Rieti        | 40 | 34 | 15 | 10 | 9  | 44 | 34 | +10 |
|  | 7.   | Viterbese    | 39 | 34 | 15 | 9  | 10 | 43 | 34 | +9  |
|  | 8.   | Cecina       | 36 | 34 | 11 | 14 | 9  | 45 | 32 | +13 |
|  | 9.   | VJS Velletri | 35 | 34 | 15 | 5  | 14 | 47 | 38 | +9  |
|  | 10.  | Olbia        | 35 | 34 | 14 | 7  | 13 | 25 | 24 | +1  |
|  | 11.  | Romulea LUPA | 33 | 34 | 10 | 13 | 11 | 31 | 40 | -9  |
|  | 12.  | Lodigiani    | 31 | 34 | 9  | 13 | 12 | 32 | 32 | 0   |
|  | 13.  | Angelana     | 31 | 34 | 9  | 13 | 12 | 27 | 30 | -3  |
|  | 14.  | Audax Rufina | 28 | 34 | 8  | 12 | 14 | 24 | 35 | -11 |
|  | 15.  | Iglesias     | 27 | 34 | 9  | 9  | 16 | 29 | 46 | -17 |
|  | 16.  | Orbetello    | 21 | 34 | 5  | 11 | 18 | 26 | 47 | -21 |
|  | 17.  | Isili        | 15 | 34 | 6  | 3  | 25 | 29 | 67 | -38 |
|  | 18.  | Calangianus  | 14 | 34 | 3  | 8  | 23 | 21 | 80 | -59 |

Legenda:
      Promossa in Serie C2 1981-1982.
Regolamento:
Due punti a vittoria, uno a pareggio, zero a sconfitta.
A parità di punteggio, solo per l'assegnazione di un titolo sportivo (per la promozione o per la retrocessione), le squadre a pari punti erano classificate secondo i punti e la differenza reti conseguita negli scontri diretti.

## Girone E

### Classifica finale
|  | Pos. | Squadra           | Pt | G  | V  | N  | P  | GF | GS | DR  |
|  | ---- | ----------------- | -- | -- | -- | -- | -- | -- | -- | --- |
|  | 1.   | Ercolanese        | 52 | 36 | 21 | 10 | 5  | 44 | 20 | +24 |
|  | 2.   | Casoria           | 49 | 36 | 17 | 15 | 4  | 52 | 24 | +28 |
|  | 3.   | Fasano            | 46 | 36 | 16 | 14 | 6  | 50 | 23 | +27 |
|  | 4.   | Sora              | 45 | 36 | 18 | 9  | 9  | 47 | 32 | +15 |
|  | 5.   | Trani             | 43 | 36 | 18 | 7  | 11 | 46 | 30 | +16 |
|  | 6.   | Giugliano         | 42 | 36 | 15 | 12 | 9  | 49 | 27 | +22 |
|  | 7.   | Arzanese          | 41 | 36 | 13 | 15 | 8  | 43 | 35 | +8  |
|  | 8.   | Grottaglie        | 38 | 36 | 14 | 10 | 12 | 40 | 39 | +1  |
|  | 9.   | Grumese           | 36 | 36 | 12 | 12 | 12 | 37 | 30 | +7  |
|  | 10.  | Gioventù Brindisi | 36 | 36 | 11 | 14 | 11 | 39 | 35 | +4  |
|  | 11.  | San Salvo         | 36 | 36 | 13 | 10 | 13 | 32 | 32 | 0   |
|  | 12.  | Pro Vasto         | 35 | 36 | 9  | 17 | 10 | 30 | 27 | +3  |
|  | 13.  | Avigliano         | 35 | 36 | 12 | 11 | 13 | 30 | 30 | 0   |
|  | 14.  | Lucera (-2)       | 32 | 36 | 10 | 14 | 12 | 39 | 46 | -7  |
|  | 15.  | Lavello           | 31 | 36 | 9  | 13 | 14 | 38 | 49 | -11 |
|  | 16.  | Canosa            | 27 | 36 | 6  | 15 | 15 | 30 | 51 | -21 |
|  | 17.  | Bisceglie         | 23 | 36 | 7  | 9  | 20 | 29 | 58 | -29 |
|  | 18.  | Santegidiese      | 23 | 36 | 5  | 13 | 18 | 27 | 57 | -30 |
|  | 19.  | Cassino           | 12 | 36 | 3  | 6  | 27 | 25 | 82 | -57 |

Legenda:
      Promossa in Serie C2 1981-1982.
Regolamento:
Due punti a vittoria, uno a pareggio, zero a sconfitta.
A parità di punteggio, solo per l'assegnazione di un titolo sportivo (per la promozione o per la retrocessione), le squadre a pari punti erano classificate secondo i punti e la differenza reti conseguita negli scontri diretti.
Note:
Il Lucera ha scontato 2 punti di penalizzazione.

## Girone F

### Classifica finale
|  | Pos. | Squadra        | Pt | G  | V  | N  | P  | GF | GS | DR  |
|  | ---- | -------------- | -- | -- | -- | -- | -- | -- | -- | --- |
|  | 1.   | Akragas        | 53 | 34 | 21 | 11 | 2  | 52 | 15 | +37 |
|  | 2.   | Modica         | 46 | 34 | 18 | 10 | 6  | 41 | 23 | +18 |
|  | 3.   | Rossanese      | 41 | 34 | 15 | 11 | 8  | 44 | 23 | +21 |
|  | 4.   | Acireale       | 40 | 34 | 13 | 14 | 7  | 40 | 26 | +14 |
|  | 5.   | Nissa          | 40 | 34 | 16 | 8  | 10 | 43 | 30 | +13 |
|  | 6.   | Gioiese        | 40 | 34 | 14 | 12 | 8  | 31 | 25 | +6  |
|  | 7.   | Favara         | 39 | 34 | 14 | 11 | 9  | 40 | 31 | +9  |
|  | 8.   | Trapani        | 38 | 34 | 13 | 12 | 9  | 32 | 25 | +7  |
|  | 9.   | Canicattì      | 37 | 34 | 12 | 13 | 9  | 31 | 25 | +6  |
|  | 10.  | Paternò        | 37 | 34 | 13 | 11 | 10 | 40 | 35 | +5  |
|  | 11.  | Gladiator      | 35 | 34 | 13 | 9  | 12 | 41 | 30 | +11 |
|  | 12.  | Nola           | 33 | 34 | 11 | 11 | 12 | 25 | 29 | -4  |
|  | 13.  | Vigor Lamezia  | 31 | 34 | 9  | 13 | 12 | 27 | 33 | -6  |
|  | 14.  | Milazzo        | 28 | 34 | 8  | 12 | 14 | 37 | 49 | -12 |
|  | 15.  | Vittoria       | 22 | 34 | 7  | 8  | 19 | 26 | 45 | -19 |
|  | 16.  | Terranova Gela | 19 | 34 | 6  | 7  | 21 | 21 | 60 | -39 |
|  | 17.  | Irpinia        | 16 | 34 | 5  | 6  | 23 | 14 | 49 | -35 |
|  | 18.  | Mazara (-2)    | 15 | 34 | 5  | 7  | 22 | 15 | 47 | -32 |

Legenda:
      Promossa in Serie C2 1981-1982.
Regolamento:
Due punti a vittoria, uno a pareggio, zero a sconfitta.
A parità di punteggio, solo per l'assegnazione di un titolo sportivo (per la promozione o per la retrocessione), le squadre a pari punti erano classificate secondo i punti e la differenza reti conseguita negli scontri diretti.
Note:
Il Mazara ha scontato 2 punti di penalizzazione.